# Ú
Ú, ú — літера розширеного латинського альфабету, утворена буквою U з додаванням акута, вживається в чеській, фарерській, угорській, ісландській та словацькій системах письма. Ця літера також з’являється в нідерландській, фризькій, ірландській, окситанській, піньїнській, португальській, іспанській, італійській, галісійській та в’єтнамській мовах як варіант літери «U».

## Використання

### Чеська
Ú/ú — 34-та літера чеського альфабету, яка позначає звук /uː/ Це завжди перша літера слова, за винятком складних слів, таких як трикутник «trojúhelník», який складається з двох слів: «troj», що походить від «tři» три, і «úhel», що означає кут. Якщо цей звук знаходиться в середині слова, замість нього використовується буква Ů.

### Фарерська
Ú/ú — 24-та літера фарерського альфабету, яка може позначати такі звуки:
- Короткий [ʏ] у таких словах, як krúss [kɹʏsː] («кухоль», «чашка кави»)
- Короткий [ɪ] перед /ɡv/ у таких словах, як kúgv [kɪɡv] («корова»), а також у brúdleyp [bɹɪdlɛip] («наречений»)
- Довгі [ʉu] дифтонг в ІМП [ʉuːtɪ] ( "з"), HUS [hʉuːs] ( "будинок"), Ju [jʉuː] ( "але"),

### Угорська
Ú/ú — 36-та літера угорського альфабету, яка позначає звук /uː/

### Ісландська
Ú/ú — 25-та літера ісландського альфабету, яка позначає звук /u/

### Казахська
У 2018 році було запропоновано, щоб Ú/ú був одним із його латинських ʏ, він повинен представляти майже близький передній округлений голосний (ʏ) і використовуватися для заміни кирилиці Ү. Заміна буде зроблена на Ü ü у 2020 році.

### Словацька
Ú/ú — 39-та літера словацького альфабету і позначає звук /uː/

### Португальська й іспанська
У португальській та іспанській мовах "ú" - це не буква, а буква "u" з наголосом. Він використовується для позначення складу "u" з ненормальним наголосом.

### Італійська
Ú/ú — варіант U з гострим наголосом; він представляє /u/, що несе тонічний акцент. Використовується лише в тому випадку, якщо це остання літера слова, за винятком словників.

## Кодування символів
| Символ                         | Ú                                 | Ú                                 | ú                               | ú                               |
| ------------------------------ | --------------------------------- | --------------------------------- | ------------------------------- | ------------------------------- |
| Unicode name                   | LATIN CAPITAL LETTER U WITH ACUTE | LATIN CAPITAL LETTER U WITH ACUTE | LATIN SMALL LETTER U WITH ACUTE | LATIN SMALL LETTER U WITH ACUTE |
| Encodings                      | decimal                           | hex                               | decimal                         | hex                             |
| Unicode                        | 218                               | U+00DA                            | 250                             | U+00FA                          |
| UTF-8                          | 195 154                           | C3 9A                             | 195 186                         | C3 BA                           |
| Числове позначення символів    | &#218;                            | &#xDA;                            | &#250;                          | &#xFA;                          |
| Named character reference      | &Uacute;                          | &Uacute;                          | &uacute;                        | &uacute;                        |
| EBCDIC family                  | 254                               | FE                                | 222                             | DE                              |
| ISO 8859-1/2/3/4/9/10/14/15/16 | 218                               | DA                                | 250                             | FA                              |